# Лазаренко Василь Григорович
Лазаренко Василь Григорович (20 вересня 1920, с. Шахворостівка, Миргородський район, Полтавська область — 21 квітня 1975) — учасник Другої світової війни. Герой Радянського Союзу (1943).

## Біографія
Василь Лазаренко народився 20 вересня 1920 року в селі Шахворостівка (нині Миргородський район Полтавської області). Після закінчення семи класів школи працював на торфорозробках. У 1940 році Лазаренка був призваний на службу до військ НКВС СРСР. З 1941 року — на фронтах.
До травня 1943 року червоноармієць Василь Лазаренко був навідником станкового кулемету 3-го мотострілецького полку 1-ї окремої дивізії особливого призначення внутрішніх військ НКВС СРСР. 3 травня 1943 року, діючи у ворожому тилу у складі танкового десанту, Лазаренко потай підібрався до двох прихованих німецьких танків і підірвав їх.
Указом Президії Верховної Ради СРСР від 25 жовтня 1943 року за «зразкове виконання бойових завдань командування на фронті боротьби з німецькими загарбниками та виявлені при цьому мужність та героїзм» червоноармієць Василь Лазаренко був відзначений званням Героя Радянського Союзу з врученням Зоря " за номером 1157.
Після закінчення війни Лазаренка було демобілізовано. Повернувся до рідного села. Помер 21 квітня 1975 року.

## Вшанування пам'яті
У місті Миргород встановлено погруддя.